# Velsen
Velsen  è una municipalità dei Paesi Bassi di 67 371 abitanti situata nella provincia dell'Olanda Settentrionale.
Si divide in diversi dipartimenti, in pratica tutti paesini diversi: IJmuiden, Velsen-Zuid, Velsen-Noord, Driehuis, Santpoort (suddiviso nei centri abitati di Santpoort-Noord e Santpoort-Zuid) e Velserbroek.
Ĳmuiden è il più grande di questi ed anche il capoluogo; il paese conta più di 28 000 abitanti. Ad IJmuiden si può trovare il Palazzo Comunale che fu progettato dal famoso architetto Dudok, un porto con tre porti da pesca, un porto per yacht ed uno per il traghetto diretto a Newcastle, una spiaggia molto grande ed affollatissima d'estate ed infine le molto conosciute chiuse del Canale del Mare del Nord, che collega Ĳmuiden al porto di Amsterdam.

## Storia
Sul sito di Velsen, a nord del fiume Reno, fu costruito un forte romano che rimase attivo dai tempi delle campagne di Tiberio o di Germanico del 10-16 d.C., fino all'imperatore Claudio ai tempi delle campagne di Gneo Domizio Corbulone del 47.

## Monumenti
- Rovine del castello Brederode, a Santpoort-Zuid